# Sonoda Shuta
Shuta Sonoda (sinh ngày 6 tháng 2 năm 1969) là một cầu thủ bóng đá người Nhật Bản.

## Sự nghiệp câu lạc bộ
Shuta Sonoda đã từng chơi cho Yokohama Flügels, Avispa Fukuoka và Sagawa Express Tokyo.